# Charminus ambiguus
Charminus ambiguus är en spindelart som först beskrevs av Roger de Lessert 1925.  Charminus ambiguus ingår i släktet Charminus och familjen vårdnätsspindlar. Utöver nominatformen finns också underarten C. a. concolor.